# セント・キャサリン島
セント・キャサリン島（英: St Catherine's Island、ウェールズ語: Ynys Catrin）は、ウェールズ・ペンブルックシャー・テンビーにある小さな陸繋島で、干潮時にはキャッスル・ビーチと陸続きになるタイダル・アイランドである。この島は「セント・キャサリン岩」（英: St Catherine's Rock）との名前でも知られるが、この上にはセント・キャサリン要塞 (St Catherine's Fort) が設置されている。本項ではこの要塞についても扱う。

## 歴史
エリザベス1世の治世下では、ペンブルック伯（ジャスパー・テューダー、ヘンリー7世のおじ）がこの島の所有者だった。後に島の所有権は、王領地を多数保有していたテンビー自治体（英: The Corporation of Tenby）に引き継がれた。1856年には、数頭の羊がこの島に生息していたと記録されている。観察者はこの時の様子について、「半野生で足取りのしっかりとした生き物が、アルプス・シャモアの機敏さを表すように、走り、くるりと返ってこちらを伺い、また走り出し、絶壁の岩から岩へと飛び移る」と書き残している。
数世紀の間、島の上に建つ建物は小さな教会ひとつだけであった。この教会の跡地は、1867年にセント・キャサリン要塞が建設された際に跡形も無く取り壊されてしまった（→#セント・キャサリン要塞）。また動物園として使われていた時代もある。
現在要塞は空き家となっているが、修復して一般公開する計画が進められていた。2013年には観光ツアー計画が持ち上がったが、これは結局却下された。2015年5月、ペンブルックシャー・コースト国立公園当局は、地域に与える経済的利益を鑑みて、要塞を回るツアーとして一般公開する許可を出した。この場所では自然散策、ボート体験、要塞の修復作業などを行うことができた。修復作業の間、要塞はホリデー・シーズンの週末毎、干潮時に見学者に開放された。
2016年には、BBCのテレビドラマ『SHERLOCK（シャーロック）』第4シーズン第3話の『最後の問題』に島が登場し、最高レベルの監視下に置かれる牢獄・シェリンフォードとして描かれた。この撮影後の2016年8月、要塞は「不確定な将来」（英: "uncertain future"）に直面したとして、再び非公開となっている。

## 地理
島は突出した石灰岩で出来ており、高さは平均25メートルで、満潮になると海水が入り込む洞窟がいくつも存在する。島の全長は200メートル (660 ft)ほど、また幅は60メートル (200 ft)である。
満潮時の水位より下の範囲は、特別科学関心地域に指定されている。島の目の前にある道は「キャターンズ」（英: the Catterns）という名前で知られている。

### ギャラリー
- 島にある洞窟、1823年
- 日没直前にテンビーの公園から撮影
- コールディ島（英語版）に向かうフェリーから
- ある4月の春
- テンビーの岬から
- 島へ繋がる浜辺と共に
- 要塞を下側から望む

## セント・キャサリン要塞
セント・キャサリン要塞（セント・キャサリンようさい、英: St Catherine's Fort）は、19世紀に建設されたパーマストン要塞のひとつで、セント・キャサリン島に位置する。

### 建設計画
要塞の建設は、1859年にヘンリー・ジョン・テンプル (第3代パーマストン子爵)が設立したイギリス王任防衛委員会により、ナポレオン3世のイギリス侵攻に備えて提言された。ペンブルック・ドックにあったイギリス海軍工廠やミルフォード・ヘイヴンの防衛を考える上で委員たちは、敵がペンブルックシャー南岸から水陸両用作戦を実施し、陸側から海軍施設を攻撃するのではないかと危惧していた。委員たちは、テンビーからフレッシュウォーター・ウェストに至るまで、敵上陸のおそれがある箇所に沿岸砲を備えた一連の要塞群を備えるべきだとの結論に達したが、結局テンビーのこの要塞のみが建設された。

### 設計
要塞の設計にはウィリアム・ジャーヴォイス大佐が当たった。要塞は単純な長方形で、2つの相対する面に、鉄製のシールドでRML7インチ砲を護る3基の防護砲台（砲郭）が据え付けられた。もう3基の砲台には、屋根の上にRML9インチ12トン砲が備え付けられた。北向きの大砲はテンビー港とソーンダーズフットを望む浜辺を、南向きの大砲はペナリーを望む浜辺を守備することが目されていた。要塞西側（陸側）の入口は環壕を渡る吊り上げ橋に繋がっており、「フランキング・ギャラリーズ」（英: "flanking galleries"）とも呼ばれる2本のカポニアで護られていた。カポニアはそれぞれ3階建てで、小火器用の銃眼がいくつも空けられていた。東側の地下室は弾薬庫 (Magazine (artillery)) ・砲弾庫として用いられた。また要塞には150人分の収容能力があった。

### 建設
セント・キャサリン島は、1866年に800ポンド（2023年時点の£93,613と同等）を出してテンビー自治体から買い取られた。1867年に既存施設の一掃工事と、島に花崗岩を引き揚げる作業用にスロープ・クレーンを設置する作業が始められた。建設は地元ペンブルックの業者ジョージ・トーマスが担当し、英国陸軍工兵隊のW・ルウェリン・モーガン大佐、フレデリック・クレメンツ大尉、ギブズ軍曹がこれを監督した。工事は1870年に4万ポンド（2023年時点の£4,834,328と同等）をかけて完了したがすぐには軍備されず、武器が配備されたのは1886年に入ってからであった。この年、王任防衛委員会の報告書では、重すぎる9インチ砲を「役に立たない」（英: "useless"）と切り捨てている。

### 後の利用
1895年、要塞の管理はイギリス海軍予備員に委譲され、彼らは "Youngman’s compression platform" へ訓練用にBLC 5インチ砲を設置した。1907年には要塞自体が退役となり、ウィンザー・リチャーズ家に売り払われて民家となった。砲の盾は窓へ作り替えられ、内装は豪華に飾り立てられたが、第一次世界大戦では再び要塞として使用された。第二次世界大戦中の1940年、家は強制的に買い上げられ、内装品はハロッズでオークションにかけられた。戦時中は対空部隊が要塞の前に建てられたが、この部隊はイギリス海兵隊、イギリス王立砲兵隊の第4防衛砲兵中隊ならびに軽対空砲兵部隊、ベルギー陸軍からの派遣隊、ホーム・ガード、イギリス空軍から派遣された水難救助隊で構成されていた。
戦後要塞は再び退役し、地元の事務弁護士に売り払われて、作家のノーマン・ルイス（1947年 - 1948年に入居）などに賃貸しされた。島は1962年に再び売却され、1968年には動物園として再オープンしたが、1979年に移転し、島は空き地に戻った。1951年にはグレードII* のイギリス指定建造物となり、その選定理由には「見事に建てられ目立って位置する、19世紀後半の重要な海軍要塞」と記されている。